# Melquiades Estrada három temetése
A Melquiades Estrada három temetése (angolul: The Three Burials of Melquiades Estrada, spanyolul: Los tres entierros de Melquiades Estrada) 2005-ben bemutatott filmdráma, Tommy Lee Jones rendezői debütálása. A forgatókönyvet az Oscar-díjra jelölt Guillermo Arriaga jegyzi, a főszerepben pedig a rendező látható.
A film a 2005-ös cannes-i filmfesztiválon debütált a versenyprogramban (végül két díjjal gazdagodott), mozikban elsőként a francia és belga nézők láthatták 2005 novemberében. Magyarországon szerepelt a 2006 áprilisában megrendezett Titanic Filmfesztivál filmjei között, a hivatalos bemutatójára azonban csak egy évvel később került sor.

## Történet

### Melquiades Estrada első temetése
A texasi prérin egy sekély sírba hantolt, több napos hullát találnak. A mexikói bevándorló, Melquiades Estrada már évek óta a környéken dolgozott, állatokkal. Jóbarátja, Pete Perkins azonosítja testét, s arra kéri a helyi seriffet, Belmontot, adja ki neki barátja maradványait. Mikor Belmont ezt egyértelműen visszautasítja, annyit kér, értesítsék, ha sor kerülne a temetésre. Pete-nek hamarosan tudomására jut, hogy Melquiades kecskéi közelében a határőrök által használt fegyverből származó lövedékeket találtak. A seriff azonban nem tesz semmit, mondván, számos golyó hever odakint, s ez bizonyítéknak kevés.
A harmincas éveiben járó Mike Norton feleségével Texasba költözik, mivel a férfit határőri munkája ide szólítja. Újonnan vásárolt lakóautójuk és a környék azonban a plázákhoz szokott Lou Ann-nek túlontúl csendes és egyszerű; kapcsolata férjével látszólag mentes a komoly érzelmektől. Norton egy alkalommal, mikor egymaga teljesít szolgálatot, hirtelen lövéseket hall, amikről azt hiszi, hogy rá irányulnak. A távolban felfedezi a lövészt és távcsöves puskájával lelövi. Közelebb érve célpontjához világossá válik előtte, hogy a lövéseket prérifarkasra adták le, ami a kecskék körül ólálkodott. A haldokló férfi, Melquiades Estrada látványa így megrémíti Nortont, de csak egy választása marad.

### Melquiades Estrada második temetése
Pete Perkins igyekszik a nyomára bukkani annak, akinek fegyveréből a két talált golyó származik, azonban nem jár sikerrel. Mire visszatér a seriffhez, Melquiades Estrada holttestét már elföldelték a helyi temetőként szolgáló területen, fakereszjére pedig a „Melquiades Mexico” nevet vésték. Pete csalódott, amiért Belmont elmulasztott szólni neki. Eltelik némi idő, mire Rachel, a helyi kávézó pincérnője és Pete szeretője eljön Pete-hez azzal, hogy munkája közben meghallotta a gyilkos határőr nevét. Perkins este Norton lakásához megy és magával viszi a férfit, feleségét pedig megkötözve hagyja ott. Melquiades Estrada sírjához vonszolja túszát, s arra kényszeríti, hogy kihantolja azt.
Pete Norton és barátja bebugyolált holttestével együtt elindul Mexikóba, hogy teljesítse ígértét, amit egykor Melquiadesnek tett: ha meghal, hazaviszi őt családjához és ott temeti el.
Az út során számos kisebb-nagyobb megpróbáltatás vár rájuk, különösen Nortonra, aki több ízben is megpróbál elszökni, de idővel rájön, az ismeretlen és kíméletlen vidék viszontagságai arra kényszerítik, hogy Pete-tel maradjon, még akkor is, ha útjuk végén rá halál vár.
Mikor a hatóság rátalál Lou Ann-re, hajtóvadászatot indítanak Pete ellen, azonban a határnál tovább nem követik. A férje tettétől elborzadt Lou Ann pár nap múlva úgy dönt, elhagyja férjét és a várost.

### Melquiades Estrada harmadik temetése
Követve a Melquiades által rajzolt térképet, Pete és Norton megérkeznek a keresett kisvárosba, ami mellett Jimenez, Estrada otthona elterül. Azonban a helyi lakosok sosem hallottak sem a helyről, sem a férfiről. A Melquiades családi fotóján látható nőt viszont ismerik, így Pete felkeresi őt. Az asszonyt megsérti Pete alkalmatlankodása, s kijelenti, nem ismeri a képen látható férfit. Pete elbizonytalanodik, de hite barátja szavában nem rendül meg, s tovább folytatja a térképen jelzett utat Nortonnal és a már a tartósítás ellenére is nehezen épen maradó holttesttel.
Pete egy félig lerombolt kőházikónál megáll és körültekint: ez az, amit keresett. A gyönyörű vidék  éppen úgy fest, ahogyan Melquiades egykor leírta neki. Nekifog hát a terület felújításának, amiben Norton segítségére is igényt tart. Megásatja vele Melquiades Estrada harmadik, s egyben végső sírját. Mikor elkészülnek, egy fa törzsére helyezi barátja képét, majd Nortont elétérdelteti, s fegyverével arra kényszeríti, imádkozzon megbocsátásért Melquiades Estradához. Az erőszakos és önfejű Mike Norton határőr utazása során meggyötörtté vált, amiknek tanúja volt, mély benyomást tettek rá. Sírva ereszti ki könyörgő szavait a halotthoz.
Másnap reggel Pete felébreszti Nortont, majd azt mondja neki, most már szabadon elmehet, a lovat pedig megtarthatja. A férfi értetlenkedve fogadja e szavakat, s a távolodó Pete után kiáltja, hogy vigyázzon magára.

## Szereplők
| Szereplő             | Színész           | Magyar hang      |
| -------------------- | ----------------- | ---------------- |
| Pete Perkins         | Tommy Lee Jones   | Tordy Géza       |
| Mike Norton          | Barry Pepper      | Dolmány Attila   |
| Melquiades Estrada   | Julio Cedillo     |                  |
| Belmont seriff       | Dwight Yoakam     | Rajkai Zoltán    |
| Lou Ann Norton       | January Jones     | Tompos Kátya     |
| Rachel               | Melissa Leo       | Kiss Mari        |
| Öregember a rádióval | Levon Helm        | Kun Vilmos       |
| Gomez                | Mel Rodriguez     | Borbiczki Ferenc |
| Lucio                | Ignacio Guadalupe | Papp Dániel      |

## Díjak és jelentősebb jelölések
- 2005-ös cannes-i filmfesztivál
  - díj: legjobb színész (Tommy Lee Jones)
  - díj: legjobb forgatókönyv (Guillermo Arriga)
  - jelölés: Arany Pálma (Tommy Lee Jones)
- Camerimage
  - jelölés: Arany Béka (Chris Menges)
- Flanders International Film Festival
  - díj: Grand Prix (Tommy Lee Jones)
- Independent Spirit Awards
  - jelölés: legjobb film
  - jelölés: legjobb férfi mellékszereplő (Barry Pepper)
  - jelölés: legjobb forgatókönyv (Guillermo Arriga)
  - jelölés: legjobb fényképezés (Chris Menges)
- Satellite Awards
  - jelölés: legjobb színész, dráma (Tommy Lee Jones)
- Western Heritage Awards
  - díj: kiemelkedő mozifilm